# Selemdža
La Selemdža (in russo Селемджа́?) è un fiume della Russia asiatica siberiana orientale (Oblast' dell'Amur), principale affluente sinistro della Zeja (bacino idrografico dell'Amur).
Nasce all'estremità orientale della oblast' dell'Amur, dalla catena dei monti Jam-Alin'; scorre con direzione mediamente occidentale o sudoccidentale su tutto il percorso. Nell'alto corso ha le caratteristiche di fiume di montagna, scorrendo dapprima in una valle stretta e montana, successivamente (a valle dell'insediamento di Ėkimčan) più aperta e pianeggiante; nel basso corso attraversa invece la regione pianeggiante conosciuta come bassopiano della Zeja e della Bureja. Sfocia nella Zeja nel suo basso corso, alcune decine di chilometri a monte della città di Svobodnyj.
I principali affluenti della Selemdža sono l'Al'dikon e l'Ul'ma dalla sinistra idrografica, il Selitkan, l'Orlovka e la Nora dalla destra.
Il fiume, analogamente alla maggior parte dei fiumi dell'estremo oriente russo, manifesta la piena annuale nei mesi estivi (quando la portata media può superare i 10.000 m³/s) e le magre più accentuate a fine inverno (fino a 5 m³/s); è gelato, mediamente, dai primi di novembre ai primi di maggio.
La Selemdža è navigabile a monte della foce fino alla confluenza dell'affluente Nora o, nei periodi di piena, fino ad Ėkimčan nell'alto corso. Nel bacino del fiume, nel suo alto corso, si rinvengono giacimenti auriferi.